# Bundestagswahlkreis Berlin-Steglitz – Zehlendorf (1990)
Der Bundestagswahlkreis Berlin-Steglitz – Zehlendorf (1990) war ein Bundestagswahlkreis in Berlin, der in dieser Form nur für eine Wahlperiode von 1990 bis 1994 existierte. Er umfasste den damaligen Berliner Bezirk Zehlendorf und Teile des Bezirks Steglitz. Die Steglitzer Gebiete westlich der Anhalter Bahn und nördlich des Teltowkanals gehörten zur Bundestagswahl 1990 zum  Bundestagswahlkreis Berlin-Tempelhof – Südost-Steglitz (Nummer 255). Zur Bundestagswahl 1994 wurde dieses fehlende Gebiet dem Wahlkreis beigefügt. Dies bedeutete einen Zuwachs um über 40.000 Wahlberechtigte.

## Bundestagswahl 1990
| Kandidaten                     | Kandidaten                | Parteien/Listen   | Erststimmen | Erststimmen | Zweitstimmen | Zweitstimmen |
| Kandidaten                     | Kandidaten                | Parteien/Listen   | Stimmen     | %           | Stimmen      | %            |
| ------------------------------ | ------------------------- | ----------------- | ----------- | ----------- | ------------ | ------------ |
|                                | Gero Pfenniggewählt im WK | CDU               | 79.783      | 51,7        | 75.857       | 48,6         |
|                                | −                         | SPD               | 46.619      | 30,2        | 43.656       | 28,0         |
|                                | −                         | FDP               | 14.955      | 9,7         | 20.896       | 13,4         |
|                                | −                         | Die Grünen        | 8.854       | 5,7         | 7.795        | 5,0          |
|                                | −                         | PDS               | –           | –           | 1.442        | 0,9          |
|                                | −                         | DSU               | 430         | 0,3         | 387          | 0,2          |
|                                | −                         | Bündnis 90        | –           | –           | 1.553        | 1,0          |
|                                | −                         | DDD               | 97          | 0,1         | 71           | 0,0          |
|                                | −                         | BSA               | –           | –           | 11           | 0,0          |
|                                | −                         | Graue             | –           | –           | 1.006        | 0,6          |
|                                | −                         | REP               | 2.878       | 1,9         | 2.777        | 1,8          |
|                                | −                         | KPD               | –           | –           | 14           | 0,0          |
|                                | −                         | NPD               | 153         | 0,1         | 128          | 0,1          |
|                                | −                         | ÖDP               | 661         | 0,4         | 402          | 0,3          |
|                                | −                         | Patrioten         | –           | –           | 7            | 0,0          |
|                                | −                         | SpAD              | –           | –           | 5            | 0,0          |
|                                | −                         | VAA               | –           | –           | 11           | 0,0          |
| Gesamt                         | Gesamt                    | Gesamt            | 154.430     | 100         | 156.018      | 100          |
|                                |                           |                   |             |             |              |              |
| Ungültige Stimmen              | Ungültige Stimmen         | Ungültige Stimmen | 3.456       | 2,2         | 1.868        | 1,2          |
| Wähler                         | Wähler                    | Wähler            | 157.886     | 87,4        | 157.886      | 87,4         |
| Wahlberechtigte                | Wahlberechtigte           | Wahlberechtigte   | 180.699     |             | 180.699      |              |
|                                |                           |                   |             |             |              |              |
| Quellen: Der Bundeswahlleiter, |                           |                   |             |             |              |              |

## Wahlkreisgeschichte
| Wahl | Wahlkreisname                    | Gebiet | Wahlkreissieger | Partei | Erststimmen |
| ---- | -------------------------------- | --- | --------------- | ------ | ----------- |
| 1990 | 252 Berlin-Zehlendorf – Steglitz | Bezirk Zehlendorf, Bezirk Steglitz ohne das Gebiet östlich der Anhalter Bahn und südlich des Teltowkanals | Gero Pfennig    | CDU    | 36,1 %      |

## Einzelnachweis
1. ↑  Stimmenübersicht zur Bundestagswahl 1990